# Beffroi de Saint-Trond
Le beffroi de Saint-Trond, situé sur la Grand-Place de la ville belge de Saint-Trond (Sint-Truiden en néerlandais) dans la province de Limbourg, est inscrit depuis 1999 sur la liste du patrimoine mondial de l'UNESCO, au même titre que 32 autres beffrois belges,.

## Localisation
Le beffroi se dresse au nord-est de la Grand-Place (Grote Markt) de  Saint-Trond, intégré à l'Hôtel de Ville du XVIIIe siècle, à peu de distance du clocher de l'église Notre-Dame.

## Historique
L'érection d'une halle aux draps sur la place du Marché de Saint-Trond remonte à 1366,,. 
Cette halle, probablement en bois, était flanquée d'un beffroi probablement gothique.
À la suite d'une tempête, la tour s'écroula en 1606 et fut remplacée par le beffroi actuel, édifié dans un style de transition entre architecture Renaissance et architecture baroque précoce.
À partir de la fin du XVe siècle, l'activité marchande diminua dans la halle au profit de la place du marché, avec comme conséquence que la halle fut transformée en hôtel de ville en 1754-1755, selon un projet de l'architecte liégeois Etienne Fayen.

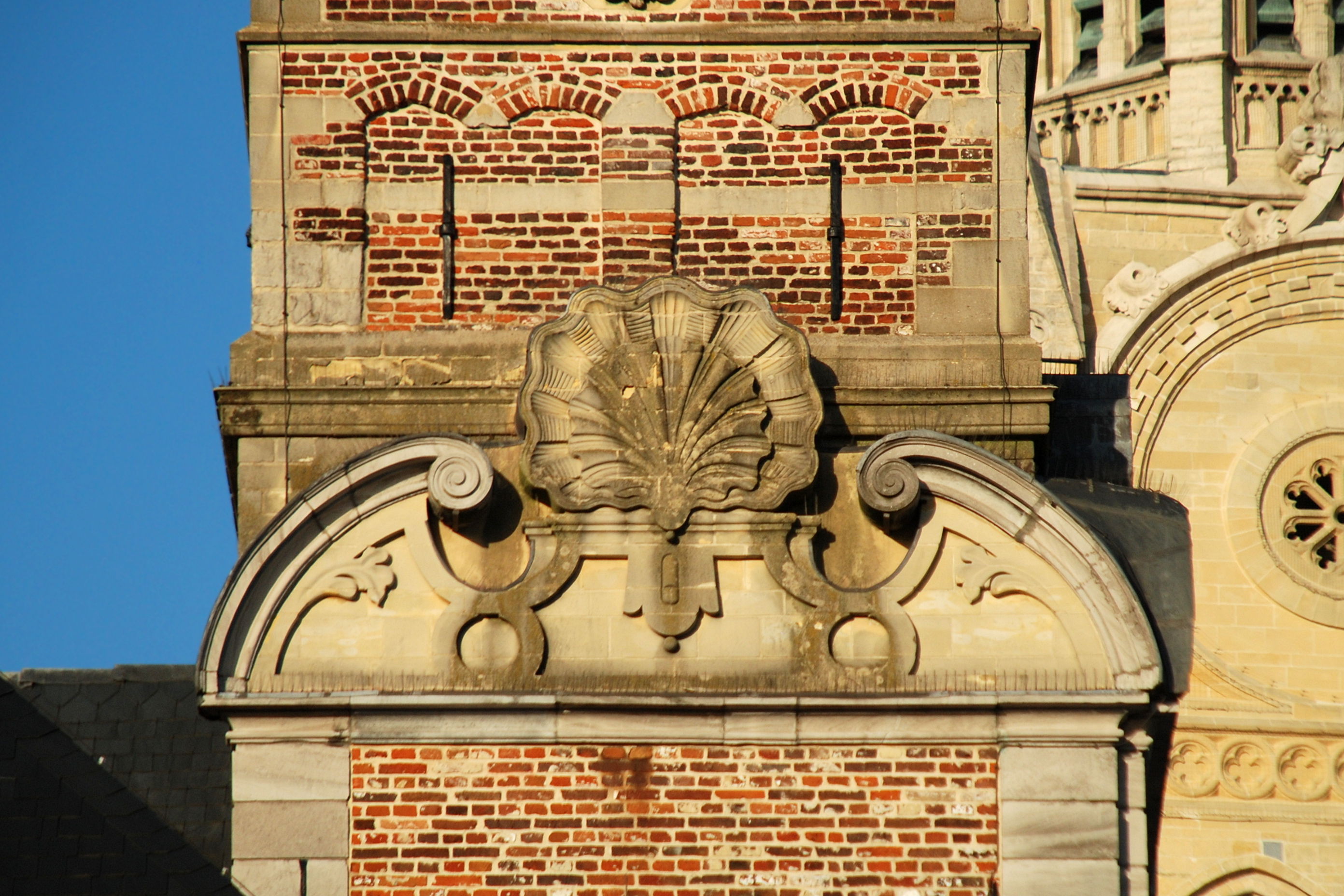
Fronton brisé orné de volutes et d'une coquille Saint-Jacques

## Architecture
Le beffroi, haut de 40 mètres, est daté de 1606 par des ancres de façade sur les faces est et ouest.
Les deux premiers niveaux, intégrés à l'Hôtel de Ville, sont édifiés en briques peintes en rouge et sont cantonnés de pilastres à bossages plats en pierre de taille.
Le troisième niveau, plus étroit, est édifié en briques également cantonnées de pilastres à bossages. Sa face sud arbore les armoiries de la ville, ajoutées en 1930. Chacune des trois faces visibles de ce niveau est ornée d'un fronton brisé orné de volutes et d'une coquille Saint-Jacques.
Aux niveaux suivants, les pilastres latéraux disparaissent pour faire place à des chaînages d'angle. Ces niveaux sont striés de bandes et de larmiers en pierre de taille et sont ornés d'arcatures en briques au-dessus desquelles prennent place les armoiries de la ville, de Ferdinand van Beieren, prince-évêque de Liège et de l'abbé Leonardus Betten, ainsi qu'un bas-relief doré de 1927 représentant Saint-Trond (Sint-Trudo en néerlandais), patron de la ville.
Au dernier niveau, le beffroi est percé de petites fenêtres encadrées de colonnettes, et est orné d'une horloge surmontée d'une forte corniche cintrée, de couleur bordeaux.

## Galerie

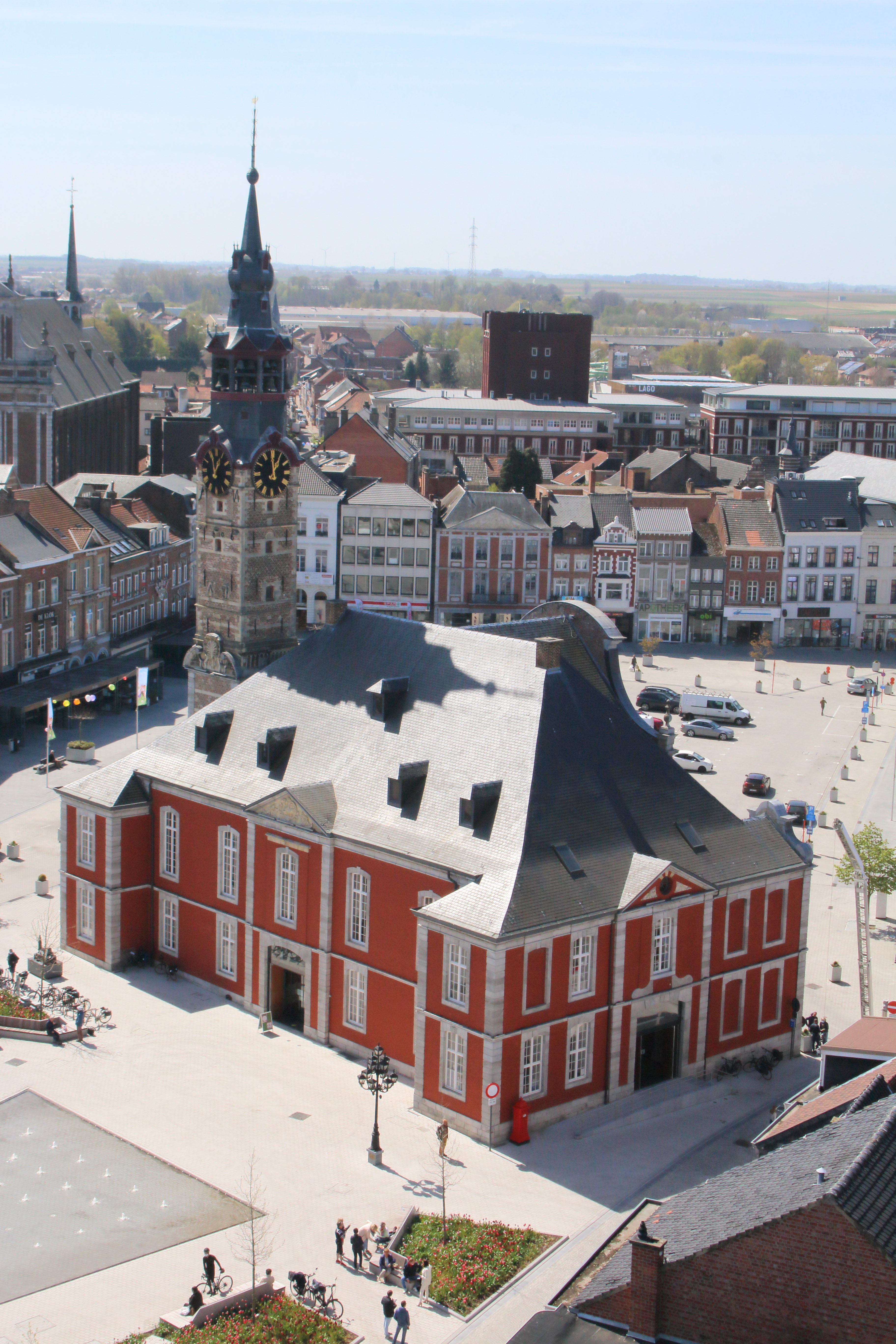
Vue générale.
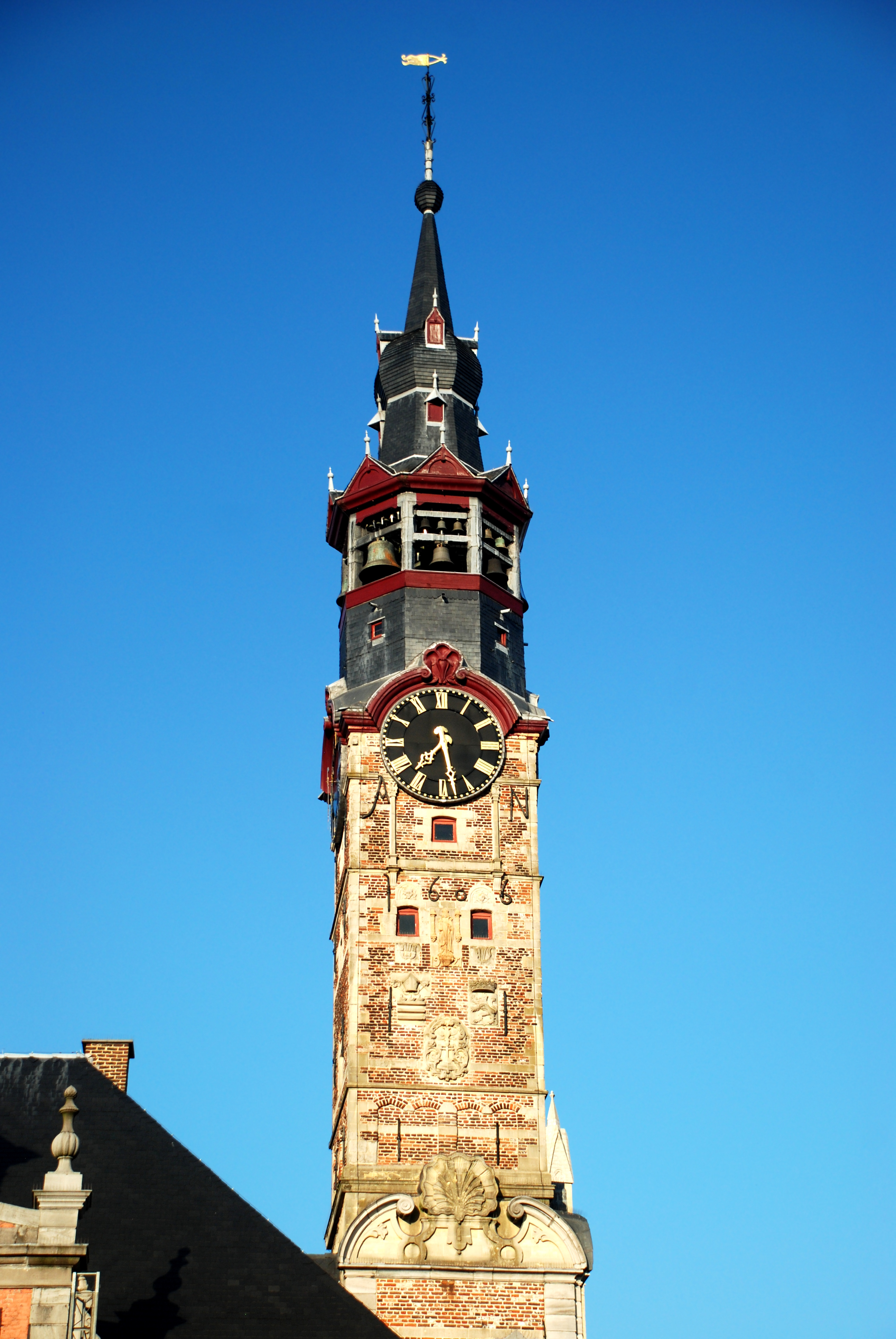
Les niveaux supérieurs.
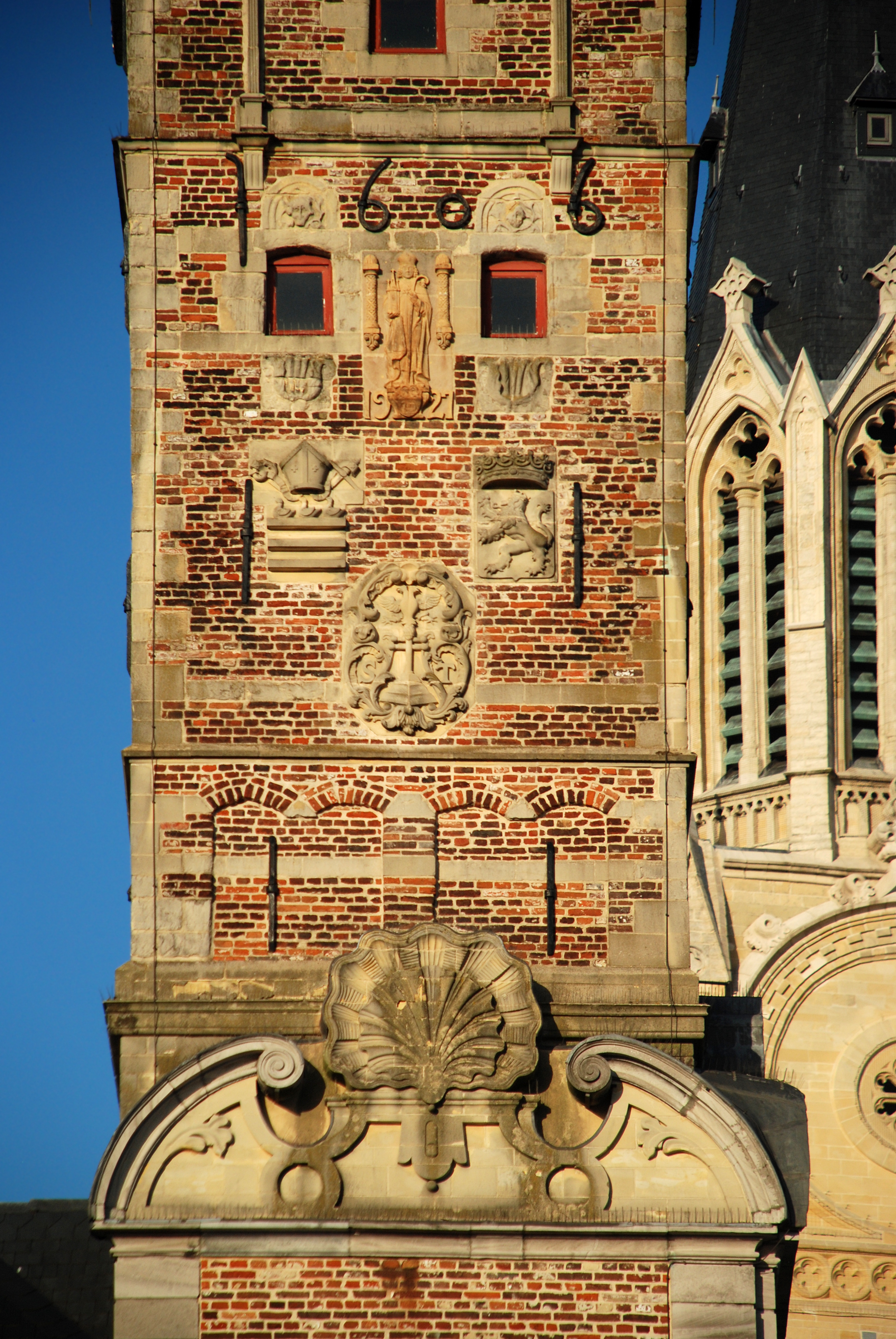
Armoiries de la face sud, surmontées des ancres de façade composant le millésime de 1606.
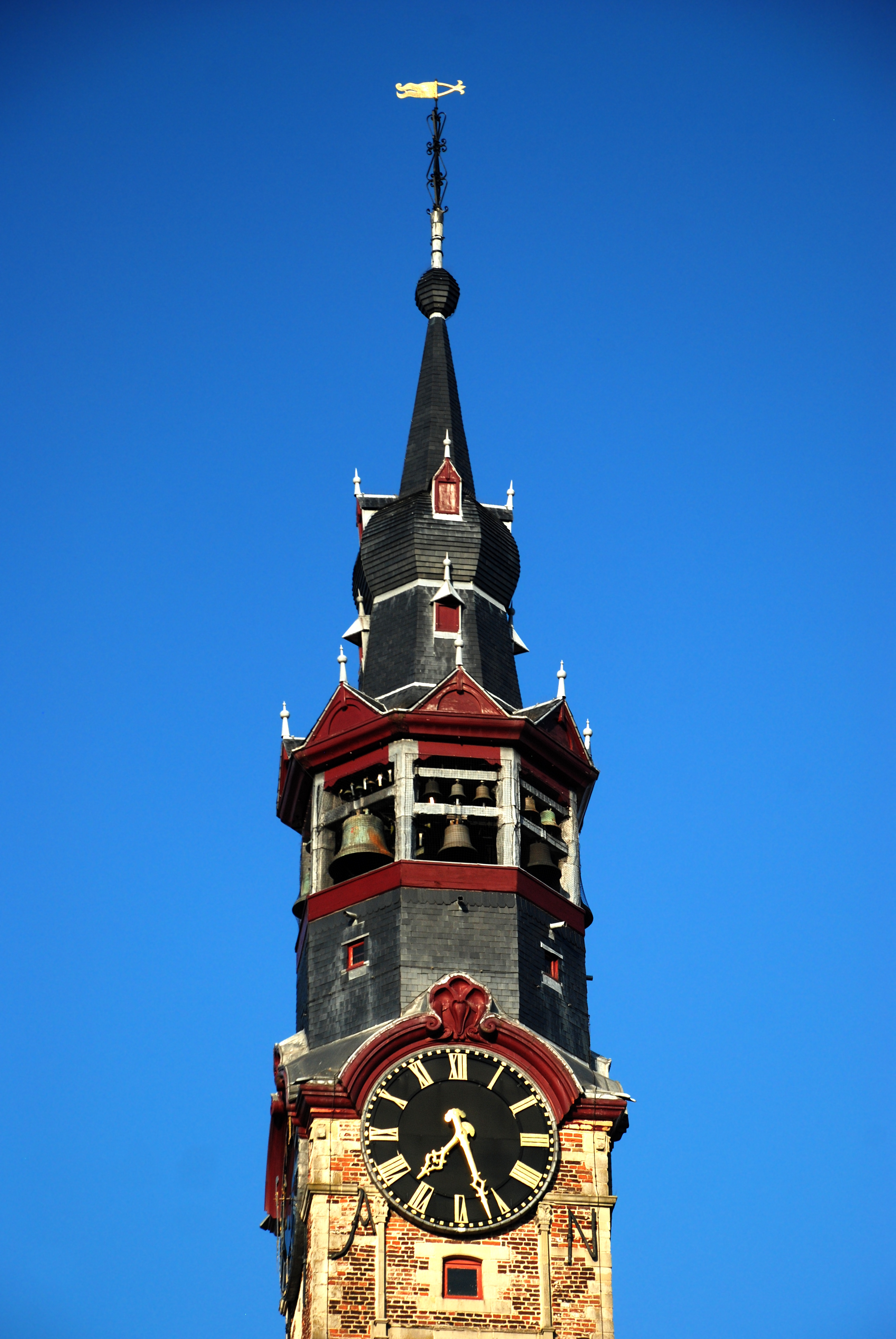
Le clocher à bulbe qui abrite le carillon.

## Carillon
Le beffroi est surmonté d'un remarquable clocher à bulbe octogonal couvert d'ardoises qui abrite un carillon de 50 cloches.
Les 41 cloches originelles ont été fondues par le louvaniste Andreas van den Gheyn en 1754.

## Intérieur
Les pièces du premier étage datent du XVIIIe siècle et sont richement décorées de stucs.
Les reliefs dans le vestibule de l'hôtel de ville ont été réalisés en 1788 par le liégeois André Vivroux. 
Les allégories qui ornent la cheminée de la salle des mariages ont été peintes à l'huile par Jean-Baptiste Coclers, peintre originaire de Maastricht.